# Тищенко, Татьяна Алексеевна
Татья́на Алексе́евна Ти́щенко (род. 1 января 1975, Омск) — российская гребчиха-байдарочница, тренер, выступала за сборную России во второй половине 1990-х — первой половине 2000-х годов. Участница летних Олимпийских игр в Атланте, чемпионка Европы, серебряная и бронзовая призёрша чемпионатов мира, семикратная чемпионка всероссийских первенств. На соревнованиях представляла спортивное общество «Динамо», мастер спорта международного класса.

## Биография
Татьяна Тищенко родилась 1 января 1975 года в Омске. Активно заниматься греблей начала в возрасте пятнадцати лет, проходила подготовку в местной специализированной детско-юношеской спортивной школе олимпийского резерва № 3 под руководством тренера А. Б. Шишкина, состояла в омской гребной команде добровольного спортивного общества «Динамо». Первого серьёзного успеха добилась в 1995 году, когда выиграла бронзовую медаль на чемпионате мира в немецком Дуйсбурге, среди двоек на двухсотметровой дистанции. Год спустя стала чемпионкой России в гонке байдарок-четвёрок на дистанции 500 метров и благодаря череде удачных выступлений удостоилась права защищать честь страны на летних Олимпийских играх в Атланте. Вместе с однофамилицей Ольгой Тищенко, Ларисой Косоруковой и Натальей Гулий в финале боролась за призовые позиции в той же дисциплине, однако в конечном счёте финишировала только седьмой.
После Олимпиады Тищенко осталась в основном составе национальной сборной и продолжила принимать участие в крупнейших международных регатах. Так, в 1997 году она защитила звание чемпионки всероссийского чемпионата и побывала на чемпионате Европы в болгарском Пловдиве, откуда привезла награду бронзового достоинства, выигранную с четвёркой в заплыве на 200 метров. В следующем сезоне взяла на чемпионате России сразу два золота, среди четвёрок на двухсотметровой и полукилометровой дистанциях, кроме того, добыла бронзу на мировом первенстве в венгерском Сегеде, с четвёркой в зачёте двухсот метров пришла к финишу третьей.
В 1999 году Тищенко добавила в послужной список ещё две золотые медали национального чемпионата, с четвёркой на 200 и 500 метров. В тех же дисциплинах представляла Россию на европейском первенстве в Загребе, выиграла золото и бронзу соответственно. При этом на мировом первенстве в Милане их четырёхместный экипаж взял на двухстах метрах серебро. Через год в пятый раз подряд выиграла полукилометровую программу четвёрок, став таким образом семикратной чемпионкой России. Последний значимый результат показала в 2004 году на чемпионате Европы в польской Познани, когда выиграла бронзу и серебро в таких дисциплинах как K-4 200 м и K-4 1000 м — совместно с Галиной Порываевой, Светланой Кудиновой, Анастасией Сергеевой и Татьяной Андреевой. Пыталась пройти отбор на Олимпийские игры в Афины, но не смогла этого сделать, после чего приняла решение завершить карьеру профессиональной спортсменки. За выдающиеся спортивные достижения удостоена почётного звания «Мастер спорта России международного класса» (1996).
Имеет высшее образование, окончила Сибирскую государственную академию физической культуры (ныне Сибирский государственный университет физической культуры и спорта). В настоящее время проживает в Омске, работает тренером по гребле на байдарках и каноэ.